# ATC代码 (J01)
ATC代码J01（抗菌药）是解剖学治疗学及化学分类系统的一个药物分组，这是由世界卫生组织药物统计方法整合中心所制定的药品及其它医用产品的官方分类系统。分组J01是J抗感染药的一部分。
兽用代码（ATCvet码）可以在人用ATC代码前加Q字母：QJ01等。没有相应人用ATC代码的ATCvet在以下列表中通过前置Q字母表示。
国家ATC分类可能包括列表中没有的其它分类，列表为世界卫生组织（WHO）版本。

## J01A 四环素类（Tetracyclines）

### J01AA 四环素类（Tetracyclines）
J01AA01 地美环素（Demeclocycline）
J01AA02 多西环素（Doxycycline）
J01AA03 金霉素（Chlortetracycline）
J01AA04 赖甲环素（Lymecycline）
J01AA05 美他环素（Metacycline）
J01AA06 土霉素（Oxytetracycline）
J01AA07 四环素（Tetracycline）
J01AA08 米诺环素（Minocycline）
J01AA09 罗利环素（Rolitetracycline）
J01AA10 青哌环素（Penimepicycline）
J01AA11 氯莫环素（Clomocycline）
J01AA12 替加环素（Tigecycline）
J01AA20 四环素的复方（Combinations of tetracyclines）
QJ01AA53 金霉素，复方（Chlortetracycline, combinations）
J01AA56 土霉素，复方（Oxytetracycline, combinations）

## J01B 酰胺醇类（Amphenicols）

### J01BA 酰胺醇类（Amphenicols）
J01BA01 氯霉素（Chloramphenicol）
J01BA02 甲砜霉素（Thiamphenicol）
J01BA52 甲砜霉素，复方（Thiamphenicol, combinations）
QJ01BA90 氟苯尼考（Florfenicol）
QJ01BA99 酰胺醇，复方（Amphenicols, combinations）

## J01Cβ-内酰胺抗菌药，青霉素类（Beta-lactam antibacterials, penicillins）

### J01CA 广谱青霉素类（Penicillins with extended spectrum）
J01CA01 氨苄西林（Ampicillin）
J01CA02 匹氨西林（Pivampicillin）
J01CA03 羧苄西林（Carbenicillin）
J01CA04 阿莫西林（Amoxicillin）
J01CA05 卡茚西林（Carindacillin）
J01CA06 巴氨西林（Bacampicillin）
J01CA07 依匹西林（Epicillin）
J01CA08 匹美西林（Pivmecillinam）
J01CA09 阿洛西林（Azlocillin）
J01CA10 美洛西林（Mezlocillin）
J01CA11 美西林（Mecillinam）
J01CA12 哌拉西林（Piperacillin）
J01CA13 替卡西林（Ticarcillin）
J01CA14 美坦西林（Metampicillin）
J01CA15 酞氨西林（Talampicillin）
J01CA16 磺苄西林（Sulbenicillin）
J01CA17 替莫西林（Temocillin）
J01CA18 海他西林（Hetacillin）
J01CA19 阿扑西林（Aspoxicillin）
J01CA20 复方（Combinations）
J01CA51 氨苄西林，复方（Ampicillin, combinations）

### J01CE β-内酰胺酶敏感的青霉素类（Beta-lactamase-sensitive penicillins）
J01CE01 青霉素G（Benzylpenicillin）
J01CE02 青霉素V（Phenoxymethylpenicillin）
J01CE03 异丙西林（Propicillin）
J01CE04 阿度西林（Azidocillin）
J01CE05 非奈西林（Pheneticillin）
J01CE06 培那西林（Penamecillin）
J01CE07 氯甲西林（Clometocillin）
J01CE08 苄星青霉素G（Benzathine benzylpenicillin）
J01CE09 普鲁卡因青霉素（Procaine benzylpenicillin）
J01CE10 苄星青霉素V（Benzathine phenoxymethylpenicillin）
J01CE30 复方（Combinations）
QJ01CE90 Penethamate hydroiodide

### J01CF 耐β-内酰胺酶的青霉素类（Beta-lactamase-resistant penicillins）
J01CF01 双氯西林（Dicloxacillin）
J01CF02 氯唑西林（Cloxacillin）
J01CF03 甲氧西林（Methicillin）
J01CF04 苯唑西林（Oxacillin）
J01CF05 氟氯西林（Flucloxacillin）
QJ01CF06 奈夫西林（Nafcillin）

### J01CG β-内酰胺酶抑制药（Beta-lactamase inhibitors）
J01CG01 舒巴坦（Sulbactam）
J01CG02 三唑巴坦（Tazobactam）

### J01CR 青霉素（含β-内酰胺酶抑制剂）类的复方（Combinations of penicillins, including beta-lactamase inhibitors）
J01CR01 氨苄西林和酶抑制剂（Ampicillin and enzyme inhibitor）
J01CR02 阿莫西林和酶抑制剂（Amoxicillin and enzyme inhibitor）
J01CR03 替卡西林和酶抑制剂（Ticarcillin and enzyme inhibitor）
J01CR04 舒他西林（Sultamicillin）
J01CR05 哌拉西林和酶抑制药（Piperacillin and enzyme inhibitor）
J01CR50 青霉素类复方（Combinations of penicillins）

## J01D 其它β-内酰胺类抗菌药（Other beta-lactam antibacterials）

### J01DB 第一代头孢菌素（First-generation cephalosporins）
J01DB01 头孢氨苄（头孢力新，先锋霉素IV）（Cefalexin）
J01DB02 头孢噻啶（头孢娄利定，先锋霉素II）（Cefaloridine）
J01DB03 头孢噻吩（头孢娄新，先锋霉素I）（Cefalotin）
J01DB04 头孢唑林（头孢菌素V，先锋霉素V）（Cefazolin）
J01DB05 头孢羟氨苄（Cefadroxil）
J01DB06 头孢西酮（Cefazedone）
J01DB07 头孢曲秦（Cefatrizine）
J01DB08 头孢匹林（先锋霉素VIII）（Cefapirin）
J01DB09 头孢拉定（先锋霉素VI，头孢环己烯，环己烯胺头孢菌素）（Cefradine）
J01DB10 头孢乙腈（氰甲头孢菌素，头孢赛曲）（Cefacetrile）
J01DB11 头孢沙定（Cefroxadine）
J01DB12 头孢替唑（头孢去甲唑啉）（Ceftezole）

### J01DC 第二代头孢菌素（Second-generation cephalosporins）
J01DC01 头孢西丁（美福仙，先锋美吩，头霉噻吩，头孢甲氧霉素）（Cefoxitin）
J01DC02 头孢呋辛（头孢氨呋肟，呋肟头孢菌素）（Cefuroxime）
J01DC03 头孢孟多（头孢羟唑）（Cefamandole）
J01DC04 头孢克洛（头孢克罗，头孢氯氨苄）（Cefaclor）
J01DC05 头孢替坦（头孢双硫唑甲氧）（Cefotetan）
J01DC06 头孢尼西（头孢羟苄磺唑）（Cefonicide）
J01DC07 头孢替安（头孢噻乙胺唑，噻乙胺唑头孢菌素）（Cefotiam）
J01DC08 氯碳头孢（Loracarbef）
J01DC09 头孢美唑（Cefmetazole）
J01DC10 头孢丙烯（Cefprozil）
J01DC11 头孢雷特（Ceforanide）
J01DC12 头孢米诺（Cefminox）
J01DC13 头孢拉宗（Cefbuperazone）
J01DC14 氟氧头孢

### J01DD 第三代头孢菌素（Third-generation cephalosporins）
J01DD01 头孢噻肟（头孢氨噻，头孢氨噻肟，先锋龙）（Cefotaxime）
J01DD02 头孢他啶（头孢噻甲羧肟）（Ceftazidime）
J01DD03 头孢磺啶（磺吡苄头孢菌素，头孢磺吡酮）（Cefsulodin）
J01DD04 头孢曲松（头孢三嗪，头孢嗪克松，头孢氨噻三嗪）（Ceftriaxone）
J01DD05 头孢甲肟（头孢氨噻肟唑）（Cefmenoxime）
J01DD06 拉氧头孢（Latamoxef）
J01DD07 头孢唑肟（去甲噻肟头孢菌素，头孢甲噻肟，安保速灵，安普西林）（Ceftizoxime）
J01DD08 头孢克肟（Cefixime）
J01DD09 头孢地秦（Cefodizime）
J01DD10 头孢他美（Cefetamet）
J01DD11 头孢匹胺（头孢吡四唑）（Cefpiramide）
J01DD12 头孢哌酮（Cefoperazone）
J01DD13 头孢泊肟（Cefpodoxime）
J01DD14 头孢布烯（头孢布坦, 先力腾, 头孢噻腾）（Ceftibuten）
J01DD15 头孢地尼（Cefdinir）
J01DD16 头孢托仑（Cefditoren）
J01DD17 头孢卡品（Cefcapene）
J01DD54 头孢曲松，复方（Ceftriaxone, combinations）
J01DD62 头孢哌酮，复方（Cefoperazone, combinations）
QJ01DD90 头孢噻呋（Ceftiofur）
QJ01DD91 头孢维星（Cefovecin）

### J01DE 第四代头孢菌素（Fourth-generation cephalosporins）
J01DE01 头孢吡肟（头孢匹美）（Cefepime）
J01DE02 头孢匹罗（Cefpirome）
J01DE03 头孢唑兰（Cefozopran）
QJ01DE90 Cefquinome

### J01DF 单环β-内酰胺类（Monobactams）
J01DF01 氨曲南（氨噻羧单胺菌素，噻肟单酰胺菌素）（Aztreonam）
J01DF02 Carumonam

### J01DH 碳青霉烯类（Carbapenems）
J01DH02 美罗培南（Meropenem）
J01DH03 厄他培南（Ertapenem）
J01DH04 多尼培南（Doripenem）
J01DH05 比阿培南（Biapenem）
J01DH51 亚胺培南和酶抑制药（Imipenem and enzyme inhibitor）
J01DH55 帕尼培南和倍他米隆（Panipenem and betamipron）

### J01DI 其它头孢菌素（Other cephalosporins）
J01DI01 头孢比洛酯（Ceftobiprole medocaril）
J01DI02 头孢洛林

## J01E 磺胺类和甲氧苄啶（Sulfonamides and trimethoprim）
J01EA–E只包括人类使用的ATC分类。 Subgroups J01EA–E are only included in the human ATC classification.

### J01EA 甲氧苄啶及其衍生物（Trimethoprim and derivatives）
J01EA01 甲氧苄啶（Trimethoprim）
J01EA02 溴莫普林（Brodimoprim）
J01EA03 艾拉普林（Iclaprim）

### J01EB 短效磺胺类（Short-acting sulfonamides）
J01EB01 磺胺二甲异嘧啶（Sulfaisodimidine）
J01EB02 磺胺甲噻二唑（Sulfamethizole）
J01EB03 磺胺二甲嘧啶（Sulfadimidine）
J01EB04 磺胺吡啶（Sulfapyridine）
J01EB05 磺胺异噁唑（Sulfafurazole）
J01EB06 磺胺（Sulfanilamide）
J01EB07 磺胺噻唑（Sulfathiazole）
J01EB08 磺胺硫脲（Sulfathiourea）
J01EB20 复方（Combinations）

### J01EC 中效磺胺类（Intermediate-acting sulfonamides）
J01EC01 磺胺甲噁唑（Sulfamethoxazole）
J01EC02 磺胺嘧啶（Sulfadiazine）
J01EC03 磺胺恶唑（Sulfamoxole）
J01EC20 复方（Combinations）

### J01ED 长效磺胺类（Long-acting sulfonamides）
J01ED01 磺胺地索辛（Sulfadimethoxine）
J01ED02 磺胺嘧啶（Sulfalene）
J01ED03 磺胺托嘧啶（Sulfametomidine）
J01ED04 磺胺对甲氧嘧啶（Sulfametoxydiazine）
J01ED05 磺胺甲氧哒嗪（Sulfamethoxypyridazine）
J01ED06 磺胺培林（Sulfaperin）
J01ED07 磺胺甲基嘧啶（Sulfamerazine）
J01ED08 磺胺苯吡唑（Sulfaphenazole）
J01ED09 磺胺马宗（Sulfamazon）
J01ED20 复方（Combinations）

### J01EE 磺胺类和甲氧苄啶（含其衍生物）的复方（Combinations of sulfonamides and trimethoprim, including derivatives）
J01EE01 磺胺甲噁唑和甲氧苄啶（Sulfamethoxazole and trimethoprim）
J01EE02 磺胺嘧啶和甲氧苄啶（Sulfadiazine and trimethoprim）
J01EE03 磺胺美曲和甲氧苄啶（Sulfametrole and trimethoprim）
J01EE04 磺胺噁唑和甲氧苄啶（Sulfamoxole and trimethoprim）
J01EE05 磺胺二甲嘧啶和甲氧苄啶（Sulfadimidine and trimethoprim）
J01EE06 磺胺嘧啶和四氧普林（Sulfadiazine and tetroxoprim）
J01EE07 磺胺甲嘧啶和甲氧苄啶（Sulfamerazine and trimethoprim）

### QJ01EQ 磺胺类（Sulfonamides）
QJ01EQ01 Sulfapyrazole
QJ01EQ02 磺胺甲噻二唑（Sulfamethizole）
QJ01EQ03 磺胺二甲嘧啶（Sulfadimidine）
QJ01EQ04 磺胺吡啶（Sulfapyridine）
QJ01EQ05 磺胺异噁唑（Sulfafurazole）
QJ01EQ06 磺胺（Sulfanilamide）
QJ01EQ07 磺胺噻唑（Sulfathiazole）
QJ01EQ08 磺胺苯吡唑（Sulfaphenazole）
QJ01EQ09 磺胺地索辛（Sulfadimethoxine）
QJ01EQ10 磺胺嘧啶（Sulfadiazine）
QJ01EQ11 磺胺甲噁唑（Sulfamethoxazole）
QJ01EQ12 磺胺氯哒嗪（Sulfachlorpyridazine）
QJ01EQ13 磺胺多辛（Sulfadoxine）
QJ01EQ14 磺胺曲沙唑（Sulfatroxazol）
QJ01EQ15 磺胺甲氧嗪（Sulfamethoxypyridazine）
QJ01EQ16 Sulfazuinoxaline
QJ01EQ17 磺胺甲嘧啶Sulfamerazine
QJ01EQ30 磺胺类的复方（Combinations of sulfonamides）
QJ01EQ59 磺胺地索辛、复方（Sulfadimethoxine, combinations）

### QJ01EW 磺胺类药物和甲氧苄啶的组合，包括衍生物（Combinations of sulfonamides and trimethoprim, including derivatives）
QJ01EW03 磺胺二甲嘧啶和甲氧苄啶（Sulfadimidine and trimethoprim
QJ01EW09 磺胺地索辛和甲氧苄啶 （Sulfadimethoxine and trimethoprim）
QJ01EW10 磺胺嘧啶和甲氧苄啶（Sulfadiazine and trimethoprim）
QJ01EW11 磺胺甲噁唑和甲氧苄啶（Sulfamethoxazole and trimethoprime）
QJ01EW12 磺胺氯哒嗪和甲氧苄啶（Sulfachlorpyridazine and trimethoprim）
QJ01EW13 磺胺多辛和甲氧苄啶（Sulfadoxine and trimethoprim）
QJ01EW14 磺胺曲沙唑和甲氧苄啶（Sulfatroxazol and trimethoprim）
QJ01EW15 磺胺甲氧嗪和甲氧苄啶（Sulfamethoxypyridazine and trimethoprim）
QJ01EW16 磺胺喹恶啉和甲氧苄啶（Sulfaquinoxaline and trimethoprim）
QJ01EW17 磺胺间甲氧嘧啶和甲氧苄啶（Sulfamonomethoxine and trimethoprim）
QJ01EW18 磺胺甲嘧啶和甲氧苄啶（Sulfamerazine and trimethoprim）
QJ01EW30 磺胺类和甲氧苄啶的复方（Combinations of sulfonamides and trimethoprim）

## J01F大环内酯类、林可酰胺类和链霉杀阳菌素类（Macrolides, lincosamides and streptogramins）

### J01FA 大环内酯类（Macrolides）
J01FA01 红霉素（Erythromycin）
J01FA02 螺旋霉素（Spiramycin）
J01FA03 麦迪霉素（Midecamycin）
J01FA05 竹桃霉素（Oleandomycin）
J01FA06 罗红霉素（Roxithromycin）
J01FA07 交沙霉素（Josamycin）
J01FA08 醋竹桃霉素（Troleandomycin）
J01FA09 克拉霉素（Clarithromycin）
J01FA10 阿奇霉素（Azithromycin）
J01FA11 妙卡霉素（Miocamycin）
J01FA12 罗他霉素（Rokitamycin）
J01FA13 地红霉素（Dirithromycin）
J01FA14 氟红霉素（Flurithromycin）
J01FA15 特利霉素（Telithromycin）
QJ01FA90 泰乐菌素（Tylosin）
QJ01FA91 替米考星
QJ01FA92 泰万菌素（Tylvalosin）
QJ01FA93 Kitasamycin
QJ01FA94 Tulathromycin
QJ01FA95 Gamithromycin
QJ01FA96 Tildipirosin

### J01FF 林可酰胺类（Lincosamides）
J01FF01 克林霉素（Clindamycin）
J01FF02 林可霉素（Lincomycin）
QJ01FF52 Lincomycin, combinations

### J01FG 链霉杀阳菌素类（Streptogramins）
J01FG01 普那霉素（Pristinamycin）
J01FG02 奎奴普汀（达福普汀）（Quinupristin/dalfopristin）
QJ01FG90 Virginiamycin

## J01G 氨基糖苷类抗菌药（Aminoglycoside antibacterials）

### J01GA 链霉素类（Streptomycins）
J01GA01 链霉素（Streptomycin）
J01GA02 链双霉素（Streptoduocin）
QJ01GA90 双氢链霉素（Dihydrostreptomycin）

### J01GB 其它氨基糖苷类（Other aminoglycosides）
J01GB01 妥布霉素（Tobramycin）
J01GB03 庆大霉素（Gentamicin）
J01GB04 卡那霉素（Kanamycin）
J01GB05 新霉素（Neomycin）
J01GB06 阿米卡星（Amikacin）
J01GB07 奈替米星（Netilmicin）
J01GB08 西索米星（紫苏霉素，西索霉素，西梭霉素）（Sisomicin）
J01GB09 地贝卡星（Dibekacin）
J01GB10 核糖霉素（Ribostamycin）
J01GB11 异帕米星（Isepamicin）
J01GB12 阿贝卡星（Arbekacin）
J01GB13 Bekanamycin
QJ01GB90 阿泊拉霉素（Apramycin）
QJ01GB91 新霉素

## J01M 喹诺酮类抗菌药（Quinolone antibacterials）
兽用代码ATCvet，这个分组被命名为“QJ01M 喹诺酮类和喹啉类抗菌药”。

### J01MA 氟喹诺酮类（Fluoroquinolones）
J01MA01 氧氟沙星（Ofloxacin）
J01MA02 环丙沙星（Ciprofloxacin）
J01MA03 培氟沙星（Pefloxacin）
J01MA04 依诺沙星（氟啶酸，氟哌酸，力醇罗）（Enoxacin）
J01MA05 替马沙星（Temafloxacin）
J01MA06 诺氟沙星（Norfloxacin）
J01MA07 洛美沙星（Lomefloxacin）
J01MA08 氟罗沙星（Fleroxacin）
J01MA09 司帕沙星（Sparfloxacin）
J01MA10 芦氟沙星（Rufloxacin）
J01MA11 格帕沙星（Grepafloxacin）
J01MA12 左氧氟沙星（Levofloxacin）
J01MA13 曲伐沙星（Trovafloxacin）
J01MA14 莫西沙星（Moxifloxacin）
J01MA15 吉米沙星（Gemifloxacin）
J01MA16 加替沙星（Gatifloxacin）
J01MA17 普卢利沙星（Prulifloxacin）
J01MA18 帕珠沙星（Pazufloxacin）
J01MA19 加雷沙星（Garenoxacin）
J01MA21 Sitafloxacin
QJ01MA90 Enrofloxacin
QJ01MA92 Danofloxacin
QJ01MA93 Marbofloxacin
QJ01MA94 Difloxacin
QJ01MA95 Orbifloxacin
QJ01MA96 Ibafloxacin
QJ01MA97 Pradofloxacin

### J01MB 其它喹诺酮类（Other quinolones）
J01MB01 罗索沙星（Rosoxacin）
J01MB02 萘啶酸（Nalidixic acid）
J01MB03 吡咯米酸（吡咯酸）（Piromidic acid）
J01MB04 吡哌酸（Pipemidic acid）
J01MB05 奥索利酸（噁喹酸）（Oxolinic acid）
J01MB06 西诺沙星（Cinoxacin）
J01MB07 氟甲喹（Flumequine）

### QJ01MQ 喹喔啉（Quinoxalines）
QJ01MQ01 喹乙醇Olaquindox

## J01R 抗菌药复方（Combinations of antibacterials）

### J01RA 抗菌药复方（Combinations of antibacterials）
J01RA01 青霉素类与其它抗菌药的复方（Penicillins, combinations with other antibacterials）
J01RA02 磺胺类与其它抗菌药（甲氧苄啶除外）的复方（Sulfonamides, combinations with other antibacterials (excluding trimethoprim)）
J01RA03 头孢呋辛与其它抗菌药的复方（Cefuroxime, combinations with other antibacterials）
J01RA04 螺旋霉素，与其它抗菌药的复方（Spiramycin, combinations with other antibacterials）
QJ01RA90 Tetracyclines, combinations with other antibacterials
QJ01RA91 Macrolides, combinations with other antibacterials
QJ01RA92 Amphenicols, combinations with other antibacterials
QJ01RA94 Lincosamides, combinations with other antibacterials
QJ01RA95 Polymyxins, combinations with other antibacterials
QJ01RA96 Quinolones, combinations with other antibacterials
QJ01RA97 Aminoglycosides, combinations with other antibacterials

### QJ01RV 抗菌药物和其他物质的复方（Combinations of antibacterials and other substances）
QJ01RV01 抗菌药和皮质类固醇（Antibacterials and corticosteroids）

## J01X 其它抗菌药（Other antibacterials）

### J01XA 糖肽类抗菌药（Glycopeptide antibacterials）
J01XA01 万古霉素（Vancomycin）
J01XA02 替考拉宁（Teicoplanin）
J01XA03 泰拉万星（Telavancin）
J01XA04 达巴万星（Dalbavancin）
J01XA05 奥利万星（Oritavancin）

### J01XB 多粘菌素类（Polymyxins）
J01XB01 多粘菌素（Colistin）
J01XB02 多粘菌素B（Polymyxin B）

### J01XC 甾体类抗菌药（Steroid antibacterials）
J01XC01 夫西地酸（Fusidic acid）

### J01XD 咪唑衍生物（Imidazole derivatives）
J01XD01 甲硝唑（Metronidazole）
J01XD02 替硝唑（硝砜咪唑）（Tinidazole）
J01XD03 奥硝唑（Ornidazole）

### J01XE 硝基呋喃衍生物（Nitrofuran derivatives）
J01XE01 呋喃妥因（Nitrofurantoin）
J01XE02 硝呋妥因醇（Nifurtoinol）
QJ01XE90 呋喃唑酮

### QJ01XQ 截短侧耳素（Pleuromutilins）
QJ01XQ01 泰妙菌素（Tiamulin）
QJ01XQ02 伐奈莫林（Valnemulin）

### J01XX 其它抗菌药（Other antibacterials）
J01XX01 磷霉素（Fosfomycin）
J01XX02 希波酚（异冰片二甲酚）（Xibornol）
J01XX03 氯福克酚（Clofoctol）
J01XX04 大观霉素（Spectinomycin）
J01XX05 乌洛托品（环六亚甲基四胺）（Methenamine）
J01XX06 扁桃酸（Mandelic acid）
J01XX07 硝羟喹啉（Nitroxoline）
J01XX08 利奈唑胺（Linezolid）
J01XX09 达托霉素（Daptomycin）
J01XX10 杆菌肽（Bacitracin）
QJ01XX55 乌洛托品，复方（Methenamine, combinations）
QJ01XX93 Furaltadone
QJ01XX95 Novobiocin